# سارة جاكوبسون
سارة جاكوبسون (بالإنجليزية: Sarah Jacobson)‏ هي منتجة أفلام ومشغلة كاميرا وكاتبة سيناريو ومخرجة أمريكية، ولدت في 25 أغسطس 1971 في نوروولك في الولايات المتحدة، وتوفيت في 13 فبراير 2004 في نيويورك في الولايات المتحدة بسبب سرطان الرحم.

## وصلات خارجية
- سارة جاكوبسون على موقع IMDb (الإنجليزية)
- سارة جاكوبسون على موقع أول موفي (الإنجليزية)
- سارة جاكوبسون على موقع قاعدة بيانات الفيلم (الإنجليزية)
- سارة جاكوبسون على موقع كينوبويسك (الروسية)